# Alec Campbell
Alec Campbell, noto anche come Hogan Maloney (Brisbane, ...), è un attore pornografico australiano.

## Premi e nomination
Nel 1992 ai Dave Awards fu vincitore della Migliore Scena di Sesso con Cliff Parker in Grand Prize (Falcon Studios).

## Videografia
- 1991 Jackaroos (come Hogan Maloney)
- 1991 Manly beach (come Hogan Malony)
- 1992 Command performance
- 1992 Grand prize
- 1993 Buddies
- 1993 Wet load
- 1993 Wild country